# Zielfernrohr

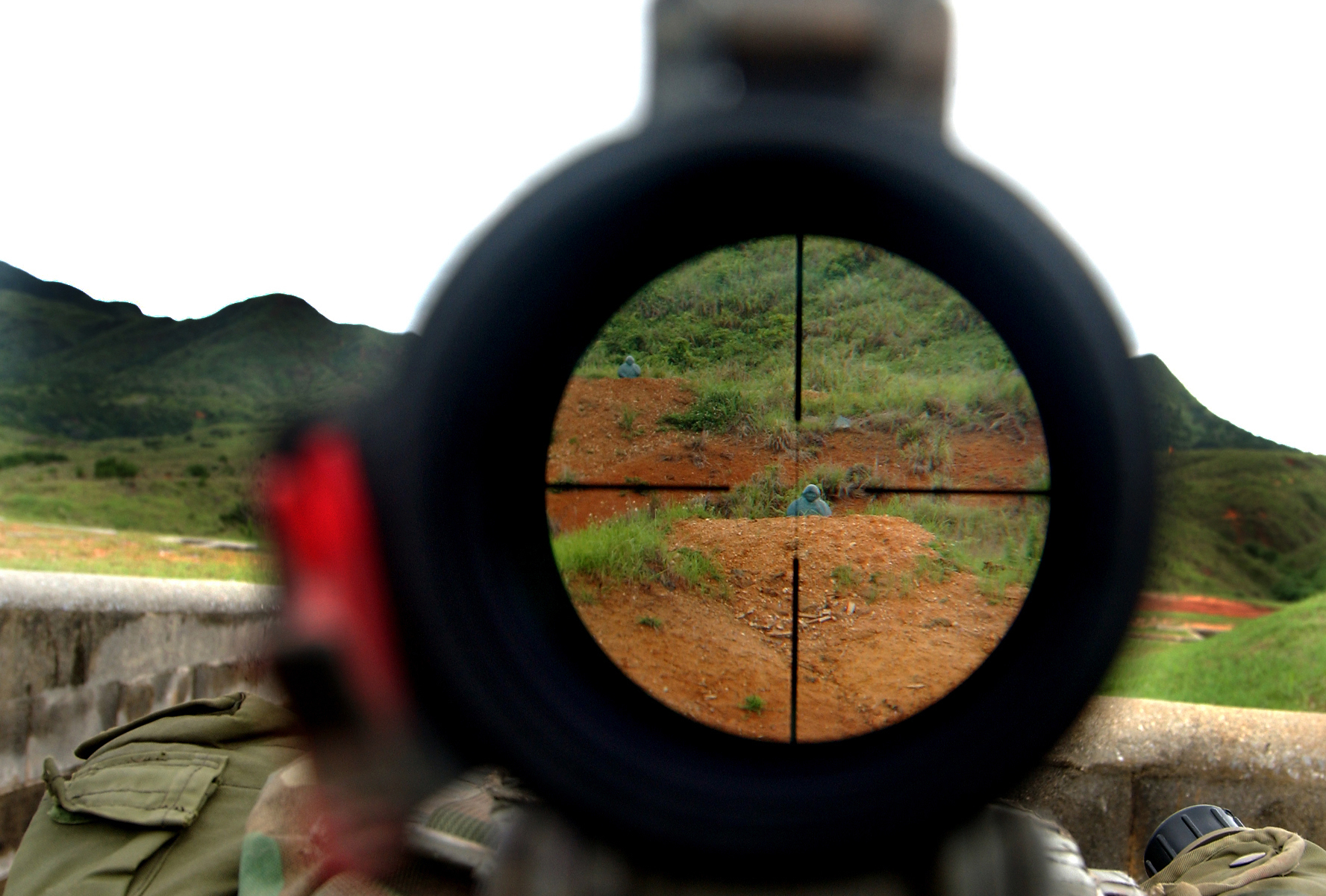
Blick durch das Zielfernrohr

Ein Zielfernrohr ist ein Fernrohr mit einer in die Optik integrierten Zieleinrichtung. Zielfernrohre werden bei Messgeräten und bei Schusswaffen zur genauen Ausrichtung auf ein entferntes Ziel benötigt. Die Zieleinrichtung wird Absehen genannt. Vorgänger dieser Einrichtung ist das Diopter.
Grundsätzlich sind die Zielfernrohre nach ihrer Bauart Kepler-Fernrohre. Bei modernen Messgeräten und bei Zielfernrohren für Schusswaffen wird eine Umkehrlinse oder ein Umkehrlinsensystem eingebaut, damit ein aufrechtes Bild entsteht. Im Gegensatz zum normalen Fernrohr liegt die Austrittspupille des Okularsystems (die ja mit der Eintrittspupille des Auges zusammenfällt) etwa 8 cm hinter der letzten Linse, um das Auge durch den Rückstoß der Waffe nicht zu gefährden.
Zielfernrohre werden als geschlossene Visierung bezeichnet. Im Gegensatz dazu ist die aus Kimme und Korn bestehende Visierung eine offene Visierung. Beim Zielfernrohr werden Absehen und Ziel für das Auge scharf und vergrößert abgebildet. Dagegen kann das Auge bei einer offenen Visierung wegen der unterschiedlichen Entfernung von Kimme, Korn und Ziel zum Auge nur schwer auf alle drei Punkte gleichzeitig fokussieren.
Die klassische Form des Absehens ist das Fadenkreuz oder auf Englisch crosshair. Dazu wurden in der Bildebene des Objektives zwei Fäden aus einem Spinnennetz senkrecht zueinander gespannt. Heute wird das Absehen auf Glas geätzt. Damit können auch zusätzliche Markierungen angebracht werden, die insbesondere für die Entfernungsschätzung (z. B. Strich (Winkeleinheit) – 1 m auf 1000 m Entfernung) nutzbar sind. Heute sind auch Absehen verfügbar, die durch Tageslicht oder durch elektrische Einrichtung beleuchtet werden.

## Geschichte
Der Vorläufer eines Zielfernrohrs entwickelte ein Nürnberger Brillenmeister im 16. Jahrhundert. Er setzte geschliffene Gläser in einer besonderen Halterung auf den Kolbenhals einer Pirschbüchse. Damit war das Erfassen von Kimme und Korn auch für schwache Augen möglich. Das erste Fernrohr wurde von dem deutschen Brillenmeister Hans Lipperhey aus Wesel um 1608 entwickelt. Dieses Fernrohr wird auch Galilei-Fernrohr genannt, da es Galileo Galilei später weiterentwickelte. 1719 lieferte Johann Georg Leutmann in seinem Buch Neue Anmerkungen vom Glasschleifen eine genaue Skizze und Beschreibung eines von ihm erfundenen Zielfernrohrs mit Absehen, welches bereits Höhen- und Seitenverstellung aufweist. Die ersten dokumentierten Zielfernrohre wurden ab etwa 1840 gebaut. In der Zeitschrift Waffenschmied Ausgabe 10/1938 wird als Erfinder des ersten brauchbaren Zielfernrohres der preußische Forstverwalter August Fiedler aus Stonsdorf/Riesengebirge angegeben, welcher 1884 ein selbstgefertigtes Zielfernrohr auf einer 11-mm-Jagdbüchse führte.

## Prinzipieller Aufbau

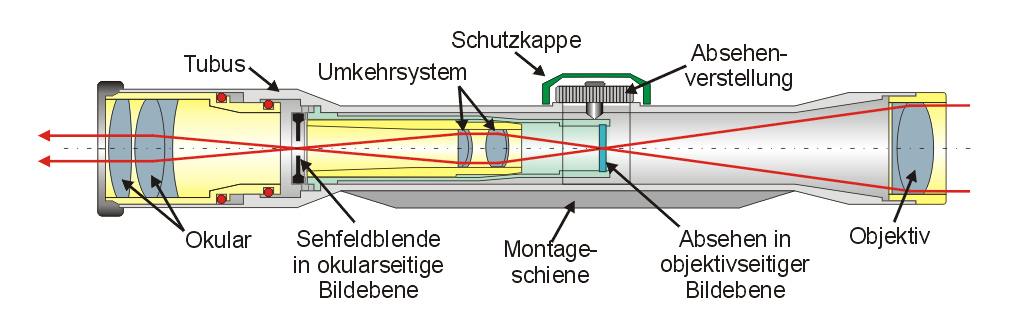
Aufbau des Zielfernrohres einer Jagdwaffe

Allen Zielfernrohren gemeinsam sind folgende Elemente:
- Ein röhrenförmiger Körper, der Tubus, welcher die optischen Elemente aufnimmt.
- Ein Objektiv, durch welches das Licht einfällt.
- Ein Umkehrlinsensystem oder ein Umkehrprismensystem zur Aufrichtung des Bildes.
- Ein Absehen, das zur Justierung nach oben und unten sowie zur Seite verstellbar ist.
- Ein Okular zur Betrachtung des Bildes und zur Scharfeinstellung auf die Bildebene.
- Eine Montage zur reproduzierbaren Ausrichtung gegenüber dem Messgerät oder der Schusswaffe.

Zusätzlich haben Zielfernrohre noch je nach Verwendungszweck
- eine Beleuchtungseinrichtung oder ein beleuchtetes Absehen für den Einsatz bei schlechten Lichtbedingungen
- eine Scharfeinstellung für variable Zielentfernungen
- eine Libelle zur horizontalen Ausrichtung vor allem bei Nivellieren
- variable Vergrößerung
- entfernungsabhängige Abseheneinstellung
- veränderliche Absehen zur Entfernungsmessung bei Tachymetern
- Sehfeldblenden zur Begrenzung des Bildes auf Strahlen nahe der optischen Achse und damit zur Begrenzung des Parallaxenfehlers

## Verwendung mit Messgeräten

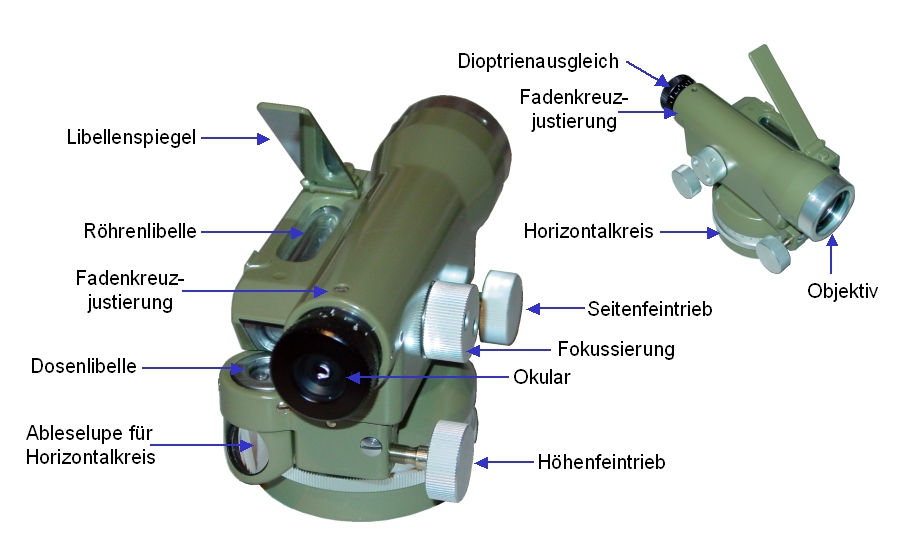
Zielfernrohr eines Nivelliergerätes

Wegen der erforderlichen geometrisch genauen Abbildung werden ausschließlich Apochromate eingesetzt. Die Vergrößerung beträgt zwischen 20- und 60-fach, um die erforderliche Zielgenauigkeit zu erreichen.
Messfehler durch nicht zentrischem Einblick (Parallaxe) und wegen Montagefehlern werden durch spezielle Messverfahren berücksichtigt (siehe auch Instrumentenfehler).
Zielfernrohre mit zielachsparalleler Libelle (Wasserwaage) werden zum Nivelliergerät. Optisch-mechanische Tachymeter zeigen eine veränderliche Kurve im Absehen, welche an einer Messlatte die gleichzeitige Entfernungs- und Höhen-Ablesung ermöglicht. Dazu dienen auch Reichenbachsche Distanzfäden.

## Verwendung mit Schusswaffen

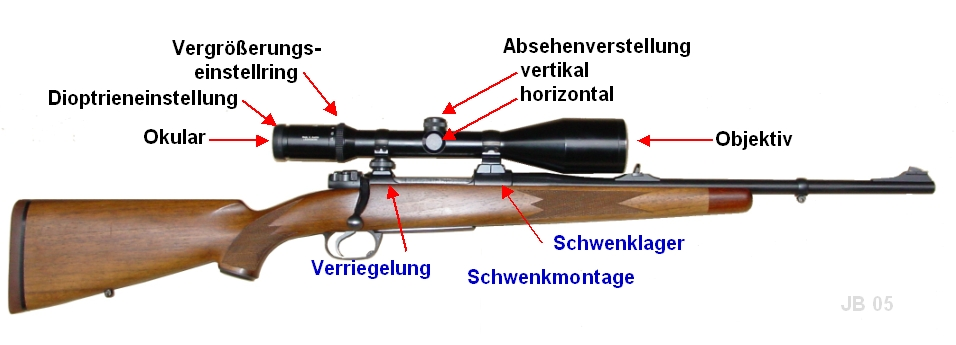
Zielfernrohr auf Schusswaffe mit Schwenkmontage zum Abnehmen

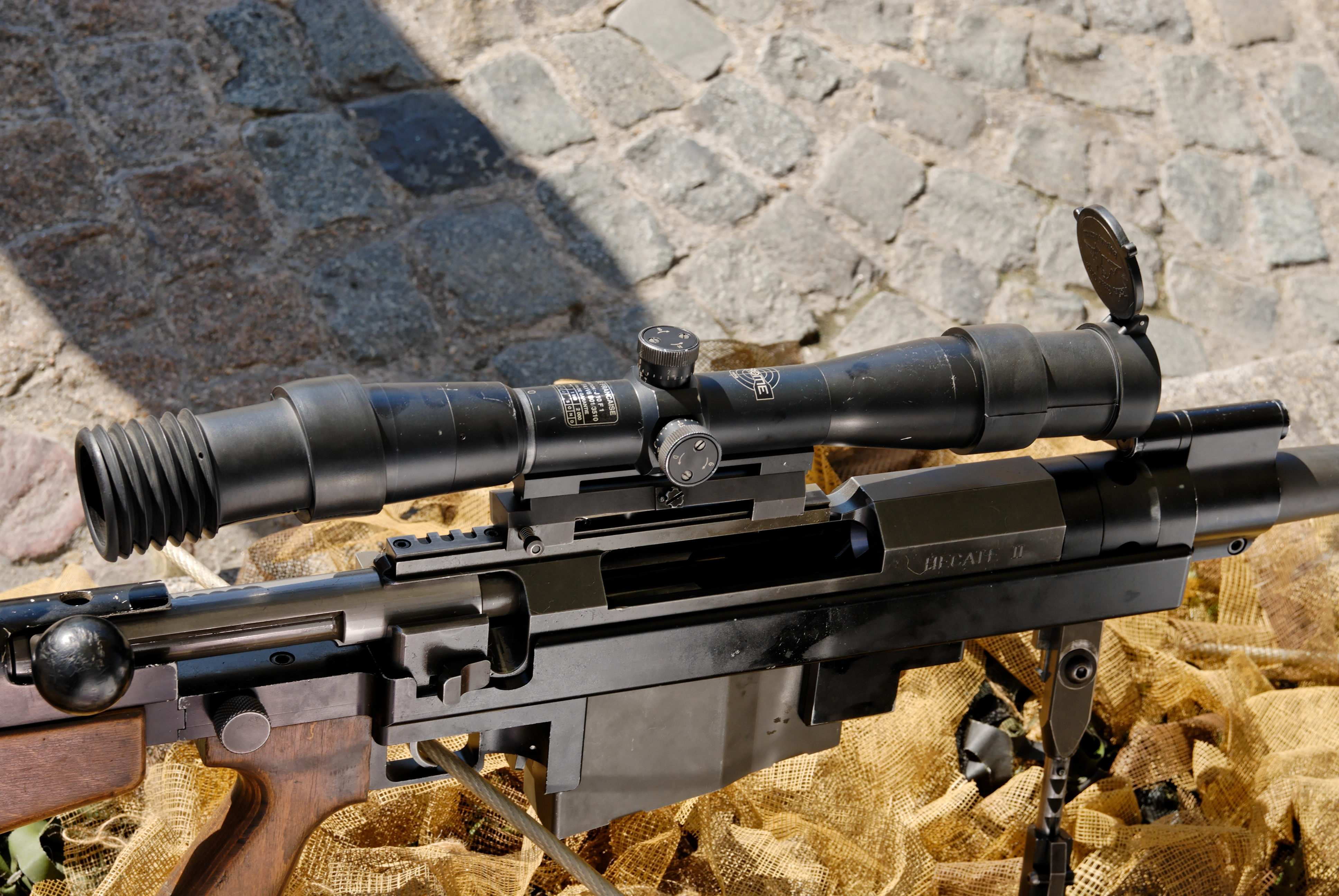
PGM Hécate II mit Gummi-Streulichtblende und Flip-Open-Objektivabdeckung

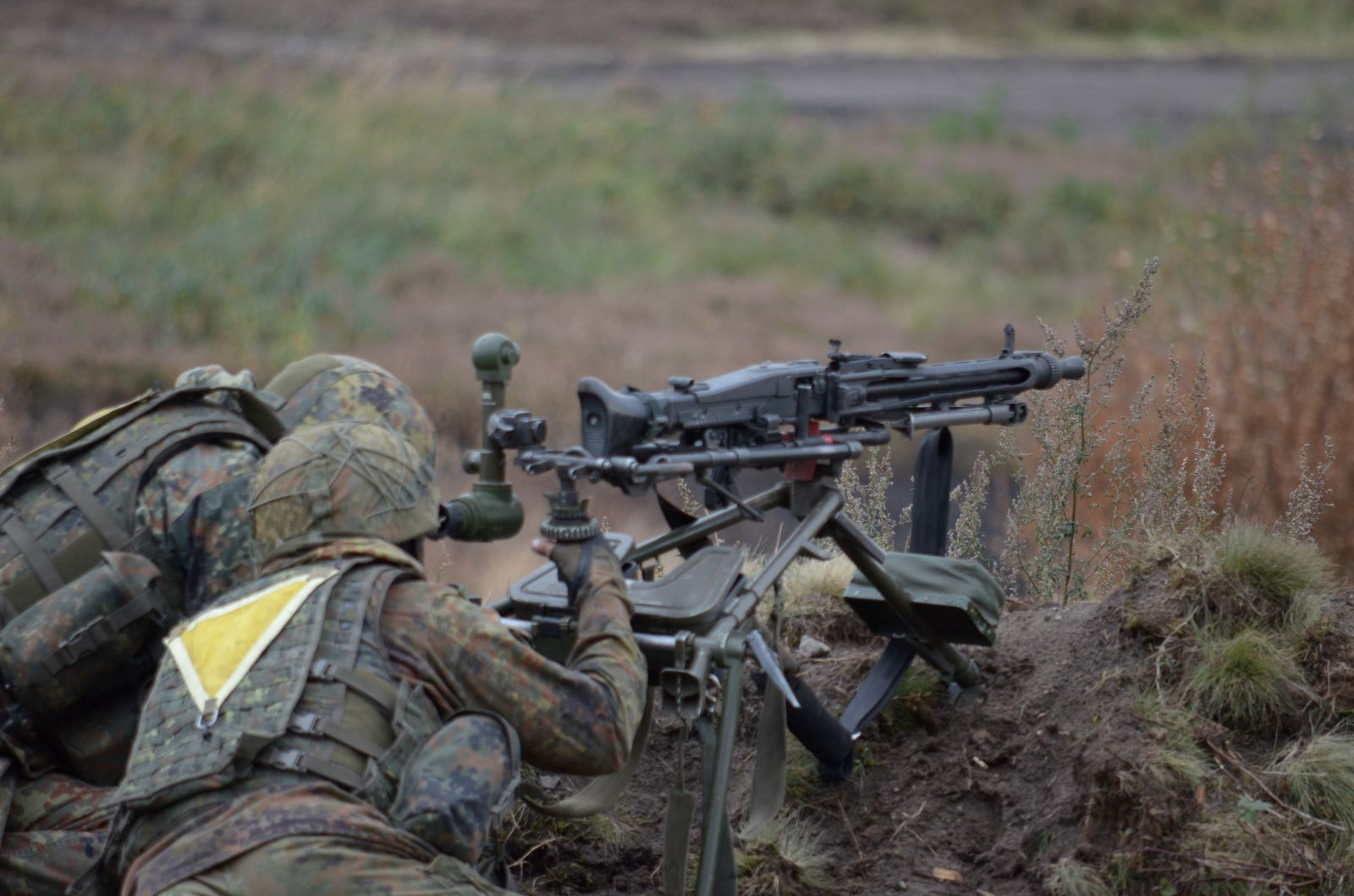
periskopisches Zielfernrohr (Winkelzielfernrohr) an einem Dreibein

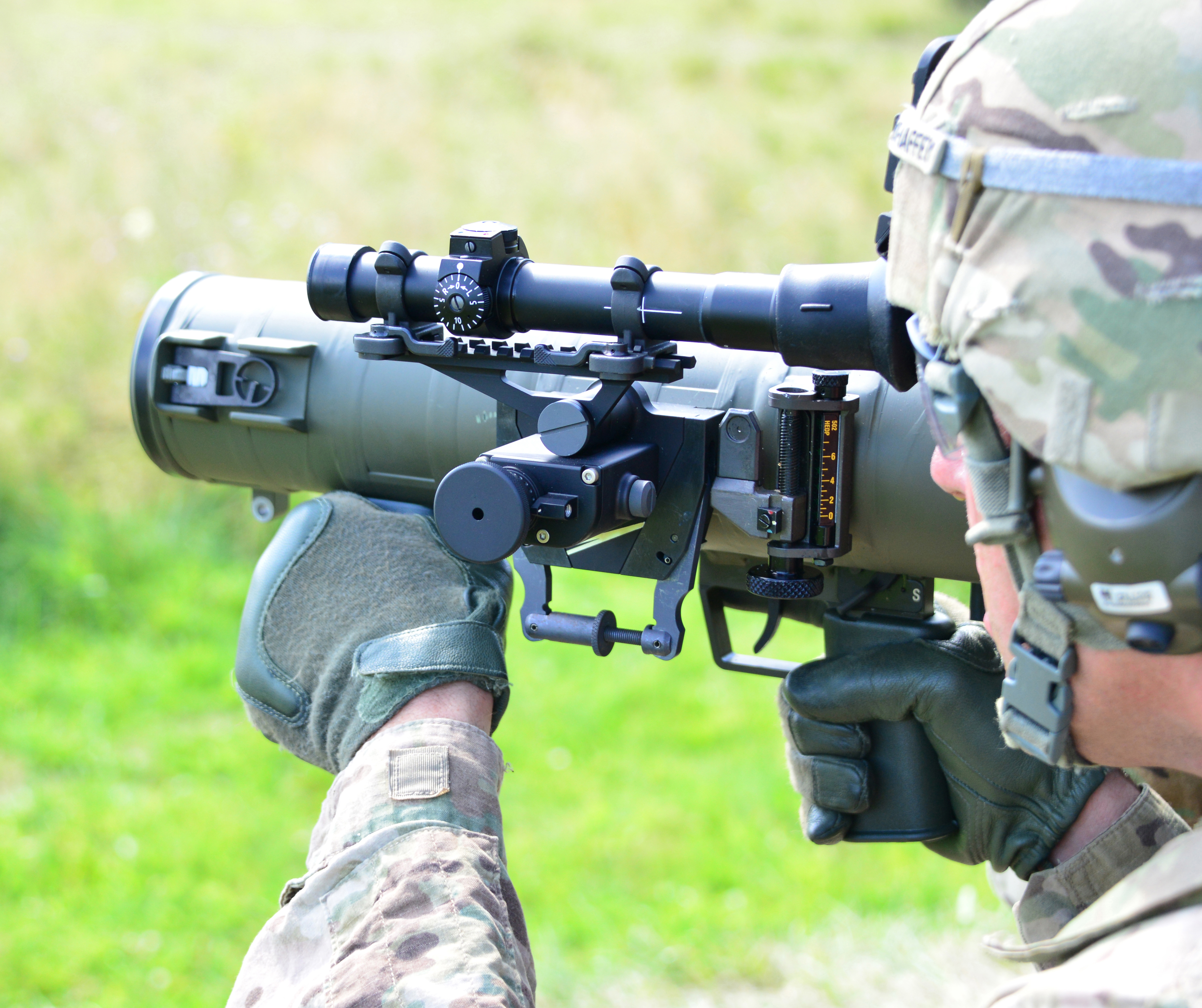
Zielfernrohr an einer FFV Carl Gustaf

Zielfernrohre für Schusswaffen werden zweckbestimmt konstruiert: Je nach Situation und Einsatzzweck sind sowohl die Schussentfernung zum Ziel, als auch die Größe, die Form, die Bewegungsgeschwindigkeit oder der Hintergrundkontrast des Zieles für die Auslegung bestimmend.
Das Zielfernrohr gibt dem Schützen eine geradlinige Visierlinie. Dagegen fliegt das Geschoss, abhängig von seiner Rasanz, auf einer Flugbahn die fast einer Wurfparabel entspricht. Beide Kurven schneiden sich in der Regel an zwei Punkten, abhängig von der Visiereinstellung. Der erste Punkt befindet sich dort, wo das Geschoss kurz nach Verlassen des Rohrs die Visierlinie auf seiner Flugbahn schneidet. Nachdem das Geschoss durch die Erdanziehungskraft zu fallen beginnt, schneidet die Geschossflugbahn die Visierlinie zum zweiten Mal.
Das Einschießen bezeichnet den Vorgang, bei dem das Absehen des Zielfernrohres so eingestellt wird, dass Visierlinie und Geschossflugbahn sich an einem Punkt bei einer gewünschten Entfernung schneiden. Im Normalfall ist dies der zweite Schnittpunkt der beiden Linien.
Typische Einschussentfernungen für die Jagd liegen klassischerweise bei 100 m, die modernere Wahl der günstigsten Einschussentfernung liegt meistens zwischen 100 m und 150 m.
Das Zielfernrohr muss so an der Schusswaffe befestigt sein, dass bei jedem Schuss die gleiche Ausrichtung (sog. Schussfestigkeit) gewährleistet ist. Diese mechanische Vorrichtung zur Befestigung des Zielfernrohrs an der Waffe wird Montage genannt. Diese ist je nach Ausführung so ausgeführt, dass das Zielfernrohr fest oder abnehmbar mit der Waffe verbunden wird.
Für die Verwendung bei unterschiedlichen Lichtverhältnissen werden entsprechend unterschiedliche Zielfernrohre verwendet. So sind bei Tageslicht lediglich kleine Vergrößerungen (ein- bis dreifach) und geringe Objektivdurchmesser (z. B. 20 mm) nötig.
Bei wenig Tageslicht oder bei Nacht werden Zielfernrohre mit großer Eintrittspupille (Objektivdurchmesser), z. B. 8x56 bevorzugt, wobei das Gewicht mit dem Objektivdurchmesser wächst. Zunehmend werden, insbesondere bei Nacht Leuchtabsehen verwendet. Gute Zielfernrohre haben eine vergütete Optik. Dabei werden auf die Glasflächen extrem dünne reflexmindernde Beläge dauerhaft in vielen Schichten aufgedampft. Die Reflexminderung minimiert die Lichtverluste an der Übergangsschicht zwischen Gas (z. B. Luft) und Glas. Dadurch werden Lichttransmissionswerte (Lichtdurchlässigkeitswerte) von über 99,5 Prozent an einer Übergangsschicht erreicht.